# Valorant
Valorant (стилизовано как VALORANT) — многопользовательская компьютерная игра, разработанная и издаваемая компанией Riot Games. Valorant является первой игрой Riot Games в жанре шутер от первого лица. Изначально игра была анонсирована под названием Project A в октябре 2019 года, анонсирована уже под текущим названием 1 марта 2020 года и выпущена в глобальный релиз 2 июня 2020 года. В августе 2024 года состоялся выход игры на PlayStation 5 и Xbox Series X/S, но без кроссплатформенной игры между консольными клиентами и ПК. Распространяется по free-to-play модели, с возможностью купить облики на оружие за реальную валюту.

## Игровой процесс
По задумке разработчиков, игра является противостоянием двух команд по пять игроков, каждый из них играет в роли агента с особенными способностями, которые либо покупаются перед началом раунда, либо зарабатываются в процессе матча. Например, у каждого героя есть абсолютное умение, которое можно использовать только после его зарядки. Зарядка может осуществляться несколькими способами: при убийстве другого игрока, при смерти, установке/обезвреживании спайка или при захвате специальной сферы, которые появляются в определённых местах карты в начале каждого раунда. В ассортименте оружия игры есть нож, пистолеты, дробовики, пистолеты-пулеметы, пулемёты, автоматы, снайперские винтовки, а также у некоторых агентов есть ракетницы, луки.
Игра имеет серверы со 128 тикрейтом, что обеспечивает более плавный игровой процесс.

### Агенты
В игре представлено множество игровых агентов. Они делятся на 4 типа: дуэлянты, специалисты, зачинщики и стражи. Каждый агент в игре относится к какой-то из 4 ролей. На начало 2025 года представлено 27 персонажей.
- Дуэлянт — это атакующий класс оперативников. Они отлично справляются со схватками один на один, их цель — прорвать оборону противника и выиграть дуэль[4].
- Специалист — герои этого класса способны блокировать определённые участки карты, чтобы облегчить наступление или оборону[4].
- Зачинщик — это класс героев поддержки, которые, хорошо подходят для того, чтобы завязывать бои и помогать своей команде одерживать в них победу. Как правило, эти агенты обладают способностями, позволяющими им предоставлять информацию команде или выводить противника из строя[4].
- Страж — это оборонительный класс агентов. Эти агенты обычно замедляют, сдерживают, а иногда и вовсе останавливают натиск противника на определённых участках карты[4].

### Режимы игры
- Без рейтинга — в данном режиме игры у атакующей команды есть взрывное устройство (называется «Спайк» от англ. Spike), которую они должны установить на точке закладки. Если атакующая команда успешно осуществляет подрыв, то она получает очко. Если команда защиты успешно обезвреживает бомбу или не даёт её установить атакующей команде по истечении 100-секундного таймера, то команда защиты получает очко. Уничтожение всех членов команды противника также приносит победу в раунде. Первая команда, выигравшая 13 раундов, побеждает в матче[5].
- Быстрая установка бомбы — в данном режиме побеждает команда, выигравшая 4 раунда. Игроки начинают раунд с полностью заряженными способностями, кроме ультимативной, который заряжается в два раза быстрее, чем в обычных играх. Все игроки атакующей команды имеют при себе спайк, но за раунд разрешается активировать только одну бомбу. Оружие в каждом раунде меняется случайным образом, и все игроки начинают раунд с одним и тем же оружием. В игре присутствуют сферы, позволяющие набрать максимальное количество очков, а также несколько различных сфер для усиления игроков[6].
- Быстрая игра — режим адаптирован под непродолжительный матч. Матч длится до 5 выигранных раундов у одной команды, правила аналогичны режиму «Без рейтинга»[7].
- Рейтинговый режим — режим аналогичный режиму «Без рейтинга», но имеет систему подбора игроков по уровню игры (MMR). При счёте 12-12 начинается овертайм и побеждает та команда, которой удастся оторваться от другой на 2 раунда. Со счёта 13-13 каждые два раунда игроки могут проголосовать за завершение игры вничью, для чего необходимо, чтобы после первого раунда на ничью согласились 6 игроков, после второго — 3, а затем только 1 игрок. Рейтинг игроков показывается в виде званий (железо, бронза, серебро, золото, платина, алмаз, расцвет, бессмертный, радиант), при этом все ранги, кроме последнего, имеют 3 дополнительных подуровня[8]. Ранг «Радиант» присваивается 500 лучшим игрокам региона[9].
- Premier — это игровой режим 5 на 5, который позволяет обычному игроку стать профессиональным киберспортсменом. Игрокам необходимо заранее создать команду из пяти человек, которая будет соревноваться с командами из таких же дивизионов. Каждый сезон длится один игровой акт, после чего команды получившие определённое количество очков будут приглашены к участию в чемпионате дивизиона. В этом чемпионате предусмотрена система выбора и бана карт, в отличие от других режимов, где игроки обязаны играть на картах, выбранных системой[10].
- Deathmatch — в этом режиме 14 игроков участвуют в 9-минутном матче, в котором побеждает тот, кто первым наберёт 40 убийств, или тот, у кого будет больше всего убийств по истечении времени. Игроки появляются в игре со случайно выбранным персонажем и полностью заряженными щитами, при этом все способности на время матча отключены. При каждом убийстве выпадают аптечки, которые восстанавливают игроку максимальное здоровье, броню и дают дополнительные 30 патронов к каждому оружию[11].
- Командный deathmatch — в этом режиме игроки делятся на две команды по пять человек в каждой. Каждый матч длится 9 минут 30 секунд, и побеждает та команда, которая первой наберёт 100 убийств. В отличие от остальных режимов, в этом игра ведётся не на стандартных картах, а на собственном наборе из пяти карт: Piazza, District, Kasbah, Drift и Glitch[12][13][14].
- Эскалация — в этом режиме игроки делятся на две команды по пять человек в каждой. Для прохождения задания игра выбирает случайным образом 12 видов оружия. Чтобы перейти к следующему оружию команде необходимо набрать определённое количество убийств[15]. Возможны два условия победы: если одна команда успешно пройдёт все 12 уровней или если в течение 10 минут одна команда окажется на более высоком уровне, чем команда соперника.

## Разработка
Разработка игры началась в 2014 году. Создание первоначальной идеи для Valorant приписывают гейм-директору игры Джо Циглеру. Игра создавалась на движке Unreal Engine 4. 29 июля 2025 года компания Riot завершила переход на Unreal Engine 5, выпустив обновление 11.02 для всех платформ и регионов.

### Мобильная версия
2 июня 2021 года Riot Games объявила планы на выход мобильной версии Valorant.
В апреле 2022 года в сети появились утечки игрового процесса с закрытого бета-теста игры в Китае.
5 июня 2024 года VALORANT появился в списке утвержденных импортных игр в Китае с пометкой «Мобильная игра».

### Консольная версия
7 июня 2024 года студия Riot объявила, что игра будет портирована на PlayStation 5 и Xbox Series X/S, а ограниченная бета-версия начнётся 14 июня. Полноценный релиз Valorant на игровых приставках состоялся 2 августа 2024 года.

## Выпуск
Первый тизер Valorant был выпущен под названием Project A в октябре 2019 года. Официальный анонс состоялся 1 марта 2020 года, когда на официальном YouTube-канале Valorant был выпущен геймплейный ролик игры под названием «The Round».
Закрытое бета-тестирование игры началось 7 апреля 2020 года в США, Канаде, Европе, России и Турции, а закончилось 28 мая 2020 года, когда серверы игры были отключены. Выпуск Valorant состоялся 2 июня 2020 года.

## Киберспорт
С 2021 года компанией-разработчиком игры проводится серия киберспортивных турниров по Valorant, которая называется Valorant Champions Tour. Первый этап сезона — Valorant Challengers стартовал 4 февраля в Северной Америке.